# Gyralina velkovrhi
Gyralina velkovrhi is een slakkensoort uit de familie van de Pristilomatidae. De wetenschappelijke naam van de soort is voor het eerst geldig gepubliceerd in 1985 door Riedel.